# Cesare Rosasco
Cesare Rosasco (Genova, 22 gennaio 1892 – Roma, 19 gennaio 1977) è stato un militare italiano insignito della medaglia d'oro al valor militare a vivente nel corso della seconda guerra mondiale.

## Biografia
Nacque a Genova il 22 gennaio 1892. Conseguito il diploma di Capitano Marittimo nel 1910 iniziò la sua lunga carriera sul mare imbarcandosi, come mozzo, su una nave mercantile e percorrendo poi tutti i gradi della carriera, che lo vide comandante di unità passeggeri di grande tonnellaggio.
Assolse il servizio militare di leva nella Regia Marina, dall'ottobre 1912 all'ottobre dell'anno successivo, e venne posto in congedo nel grado di sottocapo timoniere.
Partecipo alla prima guerra mondiale imbarcato su unità mercantili requisite ed armate, venendo decorato con una croce di guerra al valor militare, ed al termine dei conflitto prestò continuativamente servizio su unità mercantile della Società Nazionale di Navigazione, prima nell'incarico di primo ufficiale e poi di comandante.
Durante la seconda guerra mondiale fu nuovamente posto al comando di unità mercantili requisite ed armate, distinguendosi particolarmente a Tobruch quando, al comando del piroscafo Ezilda Croce carico di munizioni, riuscì a spegnere un grosso incendio provocato da spezzoni incendiari lanciati da aerei nemici ed a salvare l'unità ed il suo carico. Nel giugno 1942 era al comando del piroscafo armato Mauro Croce, di 600 tsl, in navigazione da Genova e diretto ad un porto della Spagna con un carico generico di carpenteria e ferramenta. In realtà, nelle stive di carico avevano trovato alloggiamento alcuni carichi speciali, diretti ad un altro mercantile italiano abbandonato al momento dell'ingresso nel conflitto: l'Olterra. Questi carichi speciali erano destinati alla base segreta della Regia Marina installata a bordo della petroliera per l'attacco alla base navale di Gibilterra da parte degli incursori della Decima MAS.
Il Mauro Croce fu attaccato dal sommergibile inglese Olympus che danneggiò gravemente la nave. Benché rimasto ferito egli si portò personalmente al cannone costringendo il battello avversario ad allontanarsi con avarie a bordo. Riusciva poi a portare in salvo la sua nave, dirigendo sul porto spagnolo di Sagunto. Con Regio Decreto del 28 maggio 1943 fu insignito della medaglia d'oro al valor militare a vivente.
Dopo la fine del conflitto, dal 1945 al 1957 ricoprì la carica di Capo Pilota del Porto di Genova e quindi assunse la Presidenza della Federazione Italiana del Corpo dei Piloti e la Presidenza della Società di Navigazione "Cristoforo Colombo".
Si spense a Roma il 19 febbraio 1977.